# الساندرو فی

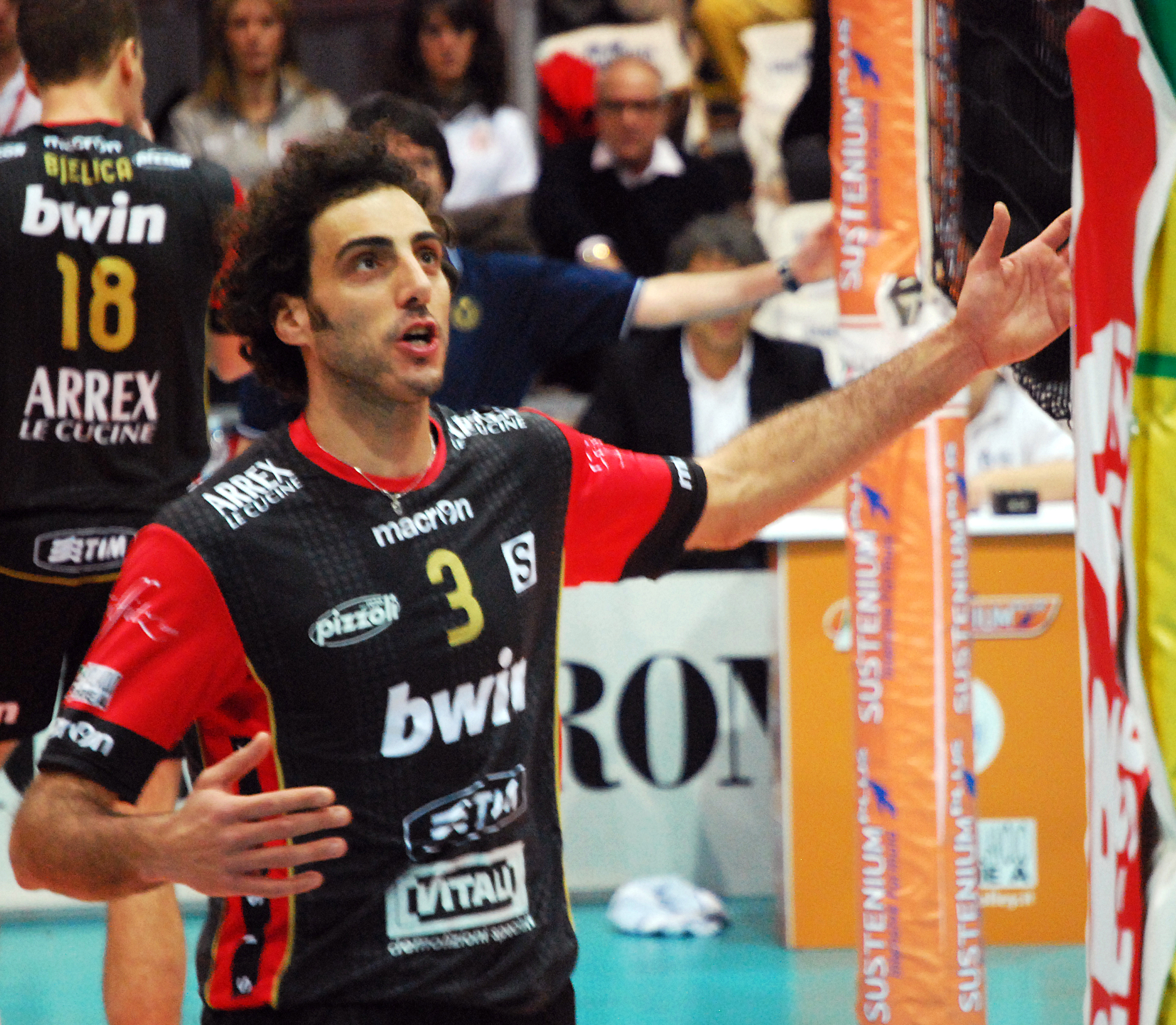
فی.

الساندرو فی (به ایتالیایی: Alessandro Fei) (زاده ۲۹ نوامبر ۱۹۷۸) بازیکن والیبال اهل ایتالیا، عضو سابق تیم ملی والیبال ایتالیا و فعلی باشگاه لوبه بانکا است. فی به همراه تیم ملی ایتالیا در المپیک های ۲۰۰۰، ۲۰۰۴ و ۲۰۱۲ حضور داشت و توانست مدال برنز ۲۰۰۰، ۲۰۱۲ و نقره ۲۰۰۴ را کسب کند. همچنین یک قهرمانی لیگ قهرمانان اروپا و چهار قهرمانی سری آ ایتالیا و یک قهرمانی جهان و دو قهرمانی در لیگ جهانی، لیگ جهانی از دیگر دست آوردهای مهم فی با لاجوردی پوشان است. فی از سال ۱۹۹۸ تا ۲۰۱۲ عضو تیم ملی ایتالیا بود. او در رده باشگاهی سابقه عضویت در باشگاه های فویانو، پادووا، لوبه بانکا ماچراتا، سیسلی ترویزو، بلونو، پیاچنزا و تریا را در کارنامه خود دارد.